# Liste der National Historic Landmarks in New Mexico
Diese Liste der National Historic Landmarks in New Mexico nennt die 46 Stätten in New Mexico, die als National Historic Landmarks (NHL) ausgewiesen sind, einschließlich von Raton Pass, der teilweise in Colorado und vom National Park Service (NPS) in diesem Bundesstaat geführt wird. Diese 46 Stätten liegen in 22 der 33 Countys des Bundesstaates New Mexico. Außerdem ist dieser Liste eine Aufstellung weiterer historischer Stätten beigefügt, die auch vom NPS verwaltet werden, allerdings aufgrund eines anderen Schutztitels.
| NHL   | National Historic Landmark          |
| NHLD† | National Historic Landmark District |

## Aktuelle NHLs
| [ 1 ] | Name                                                                               | Bild                                 | Eintragsdatum                 | Lage                                                        | Ort | Beschreibung |
| ----- | ---------------------------------------------------------------------------------- | ------------------------------------ | ----------------------------- | ----------------------------------------------------------- | --- | --- |
| 1     | Abó                                                                                | weitere Bilder                       | 13. Juni 1962 ID-Nr. 66000497 | Abo 34° 26′ 56″ N, 106° 22′ 17″ W                           |     | Ruinen eines Pueblos sowie einer spanischen Mission, Salinas Pueblo Missions National Monument |
| 2     | Acoma Pueblo                                                                       | weitere Bilder                       | 9. Okt. 1960 ID-Nr. 66000500  | Acoma Pueblo 34° 53′ 47″ N, 107° 34′ 55″ W                  |     | Indianisches Pueblo auf einer 75 m hohen Sandsteinmesa; einer der am längsten bewohnten Orte in Nordamerika |
| 3     | Bandelier CCC Historic District                                                    | weitere Bilder                       | 28. Mai 1987 ID-Nr. 87001452  | Bandelier National Monument 35° 46′ 45,9″ N, 106° 16′ 13″ W |     | Gebäude und Infrastruktur des Civilian Conservation Corps |
| 4     | Barrio De Analco Historic District                                                 | weitere Bilder                       | 18. Okt. 1968 ID-Nr. 68000032 | Santa Fe 35° 41′ 0″ N, 105° 56′ 11″ W                       |     | Historischer Distrikt mit dem ältesten Haus in New Mexico und dem ältesten katholischen Kirchenbau in den kontinentalen Vereinigten Staaten. |
| 5     | Big Bead Mesa                                                                      |                                      | 19. Juli 1964 ID-Nr. 66000958 | Casa Salazar                                                |     | Stätte eines befestigten Navajo-Dorfes, das von 1745 bis 1812 als Ausgangspunkt für Handel und Raubzüge diente |
| 6     | Blackwater Draw                                                                    | weitere Bilder                       | 20. Jan. 1961 ID-Nr. 66000483 | Clovis 34° 16′ 40,3″ N, 103° 19′ 28,5″ W                    |     | Ausgrabungsstätte und eponymer Fundort der Clovis-Kultur |
| 7     | Ernest L. Blumenschein House                                                       | weitere Bilder                       | 21. Dez. 1965 ID-Nr. 66000495 | Taos 36° 24′ 21,4″ N, 105° 34′ 36,8″ W                      |     | Haus des Malers Ernest Leonard Blumenschein, Mitbegründer der Taos Art Colony |
| 8     | Carlsbad Irrigation District                                                       | weitere Bilder                       | 19. Juli 1964 ID-Nr. 66000476 | Carlsbad 32° 29′ 26,9″ N, 104° 15′ 7,6″ W                   |     | Anfang des 20. Jahrhunderts begonnenes Bewässerungsprojekt |
| 9     | Kit Carson House                                                                   | weitere Bilder                       | 23. Mai 1963 ID-Nr. 66000948  | Taos 36° 24′ 18,6″ N, 105° 34′ 19,7″ W                      |     | Haus des Frontiersman Kit Carson |
| 10    | Denver & Rio Grande Railroad San Juan Extension (Cumbres & Toltec Scenic Railroad) | weitere Bilder                       | 16. Okt. 2012 ID-Nr. 73000462 | Antonito, CO und Chama, NM 36° 59′ 3,9″ N, 106° 18′ 20″ W   |     | Längstes und noch vollständigstes Beispiel einer Eisenbahnstrecke vom Ende des 19. und Beginn des 20. Jahrhunderts |
| 11    | El Santuario de Chimayó                                                            | weitere Bilder                       | 15. Apr. 1970 ID-Nr. 70000412 | Chimayó 35° 59′ 21″ N, 105° 55′ 54″ W                       |     | Römisch-katholische Kirche, die r die Geschichte ihrer Gründung und als Pilgerstätte bekannt ist |
| 12    | Folsom Site                                                                        | Folsom Site                          | 20. Jan. 1961 ID-Nr. 66000473 | Folsom 36° 52′ 54,1″ N, 104° 4′ 15,9″ W                     |     | Ausgrabungsstätte und eponymer Fundort der Folsom-Kultur |
| 13    | Fort Bayard Site                                                                   | weitere Bilder                       | 19. März 2004 ID-Nr. 02000726 | Santa Clara 32° 47′ 47″ N, 108° 8′ 56″ W                    |     | 1866 Stätte eines Postens der Buffalo Soldiers |
| 14    | Glorieta Pass Battlefield                                                          | weitere Bilder                       | 5. Nov. 1961 ID-Nr. 66000486  | Pecos 35° 33′ 36″ N, 105° 47′ 8″ W                          |     | Stätte der Schlacht am Glorieta Pass im Sezessionskrieg |
| 15    | Hawikuh                                                                            | weitere Bilder                       | 9. Okt. 1960 ID-Nr. 66000502  | Zuni 34° 56′ 18,3″ N, 108° 59′ 57″ W                        |     | Größtes der Zuñi-Pueblos; gegründet im 13. Jahrhundert |
| 16    | Las Trampas Historic District                                                      | weitere Bilder                       | 28. Mai 1967 ID-Nr. 67000007  | Las Trampas 36° 7′ 50,5″ N, 105° 45′ 47,8″ W                |     | 1751 von zwölf spanischen Siedlerfamilien aus Santa Fe gegründet; bekannt für die Kirche San José de Gracia |
| 17    | Lincoln Historic District                                                          | weitere Bilder                       | 19. Dez. 1960 ID-Nr. 66000477 | Lincoln 33° 29′ 41″ N, 105° 22′ 56″ W                       |     | Well-preserved cow town |
| 18    | Los Alamos Scientific Laboratory                                                   | weitere Bilder                       | 21. Dez. 1965 ID-Nr. 66000893 | Los Alamos 35° 52′ 32″ N, 106° 19′ 27″ W                    |     | Nationallaboratorium des United States Department of Energy (DOE); wichtige Stätte des Manhattan Project |
| 19    | Mabel Dodge Luhan House                                                            | weitere Bilder                       | 4. Dez. 1991 ID-Nr. 78001832  | Taos 36° 24′ 29″ N, 105° 33′ 52″ W                          |     | Künstlerische Heimat von Mabel Dodge Luhan, heute ein Gasthaus |
| 20    | Manuelito Complex                                                                  |                                      | 19. Juli 1964 ID-Nr. 66000894 | Manuelito                                                   |     | wichtige Stätten der Post-Chaco-Kultur |
| 21    | Mesilla Plaza                                                                      | weitere Bilder                       | 4. Juli 1961 ID-Nr. 82003323  | Mesilla 32° 16′ 27,5″ N, 106° 47′ 43,7″ W                   |     | Stadtzentrum, das historisch mit dem Erwerb New Mexicos durch die Vereinigten Staaten in Verbindung steht |
| 22    | National Park Service Region III Office                                            | weitere Bilder                       | 28. Mai 1987 ID-Nr. 70000067  | Santa Fe 35° 39′ 54,5″ N, 105° 55′ 21,4″ W                  |     | vorbildliches Beispiel der Architektur des Spanish/Pueblo Revival |
| 23    | Georgia O’Keeffe Home and Studio                                                   | weitere Bilder                       | 5. Aug. 1998 ID-Nr. 98001197  | Abiquiú 36° 12′ 22,2″ N, 106° 19′ 0,7″ W                    |     | Wohnhaus und Studio der Malerin Georgia O’Keeffe |
| 24    | Palace of the Governors                                                            | weitere Bilder                       | 9. Okt. 1960 ID-Nr. 66000489  | Santa Fe 35° 41′ 9,4″ N, 105° 56′ 15″ W                     |     | Das Adobe-Bauwerk, dessen Bau 1610 begonnen wurde und das jahrhundertelang als Sitz der Regierung von New Mexico diente, ist das älteste durchgängig genutzte öffentliche Gebäude in den Vereinigten Staaten. |
| 25    | Pecos Pueblo                                                                       | weitere Bilder                       | 9. Okt. 1960 ID-Nr. 66000485  | Pecos 35° 32′ 59,7″ N, 105° 41′ 21,8″ W                     |     | Großes Pueblo im Pecos National Historical Park, das im 19. Jahrhundert verlassen wurde. |
| 26    | Puye Ruins                                                                         | weitere Bilder                       | 23. Mai 1966 ID-Nr. 66000481  | Española 35° 58′ 32″ N, 106° 13′ 39″ W                      |     | uralte Pueblofelsensiedlung |
| 27    | Ernie Pyle House                                                                   | Ernie Pyle House                     | 20. Sep. 2006 ID-Nr. 97001103 | Albuquerque 35° 4′ 12,6″ N, 106° 36′ 45,3″ W                |     | Früheres Haus des bekannten Kriegsreporters Ernie Pyle |
| 28    | Quarai                                                                             | weitere Bilder                       | 13. Juni 1962 ID-Nr. 66000498 | Manzano 34° 35′ 45″ N, 106° 17′ 42″ W                       |     | Ruinen eines Pueblos und einer spanischen Mission; Teil des Salinas Pueblo Missions National Monument |
| 29    | Rabbit Ears                                                                        | weitere Bilder                       | 23. Mai 1963 ID-Nr. 66000499  | Clayton 36° 35′ 32″ N, 103° 13′ 28″ W                       |     | Zwillingsberggipfel, die für die Wagenzüge auf dem Santa Fe Trail als Landmarke dienten. |
| 30    | Ratón Pass                                                                         | weitere Bilder                       | 19. Dez. 1960 ID-Nr. 66000474 | Raton, NM und Trinidad, CO 36° 59′ 28,1″ N, 104° 29′ 12″ W  |     | Bergpass auf dem Santa Fe Trail entlang der Grenze zwischen Colorado und New Mexico. Erstreckt sich ins Las Animas County, Colorado. |
| 31    | San Estévan del Rey Mission Church                                                 | weitere Bilder                       | 15. Apr. 1970 ID-Nr. 70000417 | Acoma 34° 53′ 42,2″ N, 107° 34′ 56,9″ W                     |     | 1629 begründete Kirche |
| 32    | San Francisco de Asís Mission Church                                               | weitere Bilder                       | 15. Apr. 1970 ID-Nr. 70000416 | Ranchos de Taos 36° 21′ 31″ N, 105° 36′ 28,1″ W             |     | Missionskirche von Ranchos de Taos Plaza |
| 33    | San Gabriel de Yungue-Ouinge                                                       | weitere Bilder                       | 19. Juli 1964 ID-Nr. 66000482 | Ohkay Owingeh 36° 3′ 26,3″ N, 106° 5′ 0,9″ W                |     | Stätte der ersten spanischen Hauptstadt von New Mexico |
| 34    | San José de Gracia Church                                                          | weitere Bilder                       | 15. Apr. 1970 ID-Nr. 70000415 | Las Trampas 36° 7′ 53″ N, 105° 45′ 28″ W                    |     | Erbaut zwischen 1760 und 1776, ist die Kirche ein Muster der Adobe-Architektur; diente einst den Penitentes |
| 35    | San José de los Jémez Mission and Gíusewa Pueblo Site                              | weitere Bilder                       | 16. Okt. 2012 ID-Nr. 73001147 | Jemez Springs 35° 46′ 42,4″ N, 106° 41′ 11,4″ W             |     | |
| 36    | San Lazaro                                                                         |                                      | 19. Juli 1964 ID-Nr. 66000490 | Santa Fe                                                    |     | |
| 37    | Sandia Cave                                                                        | Sandia Cave                          | 20. Jan. 1961 ID-Nr. 66000487 | Bernalillo 35° 15′ 8″ N, 106° 24′ 27,3″ W                   |     | Höhle, in der in den 1930er Jahren prähistorische Artefakte gefunden und ausgegraben wurden. Die Höhle ist durch einen vom USFS unterhaltenen Wanderweg zugänglich. |
| 38    | Santa Fe Plaza                                                                     | weitere Bilder                       | 19. Dez. 1960 ID-Nr. 66000491 | Santa Fe 35° 41′ 7,4″ N, 105° 56′ 15″ W                     |     | Zentralpark mit Gras, Bäumen und Bänken; Denkmal an die Indianerkriege; Aufführungsbühne |
| 39    | Seton Village                                                                      | weitere Bilder                       | 21. Dez. 1965 ID-Nr. 66000492 | Santa Fe 35° 35′ 56″ N, 105° 55′ 54″ W                      |     | |
| 40    | Taos Pueblo                                                                        | weitere Bilder                       | 9. Okt. 1960 ID-Nr. 66000496  | Taos 36° 26′ 21″ N, 105° 32′ 44,1″ W                        |     | Dieses uralte Pueblo gehört zu einem Nord-Tiwa sprechenden Stamm von Puebloindianern. Die etwa 1000 Jahre alte Anlage ist vermutlich das älteste durchgehend bewohnte Bauwerk in Nordamerika. Es ist ein mehrstöckiger Wohnkomplex aus rotbraunen Adobeziegeln, der vom Rio Pueblo de Taos in zwei Teile geteilt wird. |
| 41    | Trinity Site                                                                       | weitere Bilder                       | 21. Dez. 1965 ID-Nr. 66000493 | Bingham 33° 40′ 38,3″ N, 106° 28′ 31,4″ W                   |     | Stätte der ersten Atombombenexplosion |
| 42    | Village of Columbus and Camp Furlong                                               | Village of Columbus and Camp Furlong | 15. Mai 1975 ID-Nr. 75001164  | Columbus 31° 49′ 39″ N, 107° 37′ 50″ W                      |     | 1914 Stätte eines Überfalls von Pancho Villa mit weitreichenden Folgen |
| 43    | Wagon Mound                                                                        | weitere Bilder                       | 23. Mai 1963 ID-Nr. 66000478  | Wagon Mound 36° 0′ 1″ N, 104° 41′ 41″ W                     |     | Landmark am Santa Fe Trail |
| 44    | Watrous (La Junta)                                                                 | weitere Bilder                       | 23. Mai 1963 ID-Nr. 66000480  | Watrous 35° 48′ 3″ N, 105° 0′ 5″ W                          |     | Mountain-Strecke und Cimarron Cutoff des Santa Fe Trail treffen sich hier. |
| 45    | White Sands V-2 Launching Site                                                     | weitere Bilder                       | 3. Okt. 1985 ID-Nr. 85003541  | White Sands Missile Range 32° 23′ 57,8″ N, 106° 22′ 40,1″ W |     | |
| 46    | Zuni-Cibola Complex                                                                |                                      | 2. Dez. 1974 ID-Nr. 74002267  | Zuni Pueblo 34° 56′ 16,8″ N, 108° 59′ 56,4″ W               |     | Komplex prähistorischer und historischer archäologischer Stätten in der Zuni Reservation |

## Weitere historische Schutzgebiete des NPS in New Mexico
National Historical Parks, einige National Monuments and verschiedene andere Schutzgebiete im US-Nationalparksystem sind historische Denkmäler nationaler Bedeutung, die schon vor Einführung der National Historic Landmarks im Jahr 1960 höchsten Schutz genossen, aber häufig nicht zusätzlich als NHL ausgewiesen wurden. In New Mexico gibt es neun davon. Sie werden vom National Park Service gemeinsam mit den NHLs aufgelistet und stehen deswegen in der nachfolgenden Tabelle.
| NMON | National Monument        |
| NHP† | National Historical Park |

|    | Name                                      | Bild                                                                   | Gründungsdatum | Lage          | County                  | Beschreibung |
| -- | ----------------------------------------- | ---------------------------------------------------------------------- | -------------- | ------------- | ----------------------- | --- |
| 1  | Aztec Ruins National Monument             | Westseite der Ruinen                                                   | 24. Jan. 1923  | Aztec         | San Juan                | Erhält uralte Pueblo-Bauwerke im nordwestlichen New Mexico |
| 2  | Bandelier National Monument               | Cliff dwellings at Bandelier                                           | 11. Feb. 1916  | Santa Fe      | Sandoval und Los Alamos | Hierzu gehört der Frijoles Canyon; mit restaurierten Ruinen von Siedlungen, Kivas, Felsmalereien und Petroglyphen |
| 3† | Chaco Culture National Historical Park    | Casa Rinconada                                                         | 11. März 1907  | Farmington    | San Juan und McKinley   | Dichteste und außergewöhnlichste Ansammlung von Pueblos im amerikanischen Südwesten |
| 4  | El Morro National Monument                |                                                                        | 8. Dez. 1906   | Ramah         | Cibola                  | Bergsporn aus Sandstein mit einem Süßwasserbecken an seiner Basis; schattige Oase im Wüstengebiet des amerikanischen Westens; die Zuni-Indianer nennen die Stätte A'ts'ina (Platz der Schriften am Fels); bei den Weißen bürgerte sich der Name Inscription Rock ein, weil hier Reisende Unterschriften, Namen, Daten und Geschichten ihrer Trecks hinterließen. |
| 5  | Fort Union National Monument              | Ruinen von Fort Union                                                  | 5. Apr. 1956   | Las Vegas, NM | Mora                    | Erhalten ist das zweite von drei Forts an dieser Stelle, dessen Bau 1851 begann sowie Ruinen des dritten Forts; sichtbar ist auch ein Netzwerk von Wagenspuren des alten Santa Fe Trails |
| 6  | Gila Cliff Dwellings National Monument    |                                                                        | 16. Nov. 1907  | Silver City   | Catron                  | Die Felsenwohnungen stammen aus der Zeit zwischen 1280 und dem Beginn der 1300er Jahre |
| 7† | Pecos National Historical Park            | Pecos pueblo and mission church                                        | 28. Juni 1965  | Santa Fe      | Santa Fe and San Miguel | Hier liegen das Glorieta Pass Battlefield, eine NHL, eine Mission und andere Stätten. |
| 8  | Petroglyph National Monument              | Petroglyphen auf einem großen Felsen des Petroglyph National Monuments | 27. Juni 1990  | Albuquerque   | Bernalillo              | Vielfalt von Kultur- und Naturdenkmälern. Darunter sind fünf vulkanische Kegel, hunderte von archäologischen Stätten und geschätzt 25.000 von Indianern und frühen spanischen Siedlern eingemeißelte Zeichnungen. |
| 9  | Salinas Pueblo Missions National Monument | Ruinen des Salinas Pueblo                                              | 1. Nov. 1909   | Albuquerque   | Torrance und Socorro    | die Ruinen von vier Missionskirchen und das teilweise ausgegrabene Pueblo Las Humanas erinnern an die frühesten Kontakte zwischen Puebloindianern und spanischen Kolonisten. |